# 2060 Hiron
Hiron, provizorne oznake 1977 UB, oznaka (2060) Hiron i 95P/Hiron (eng. Chiron) je malo tijelo Sunčeva (ili mali planet), koji kruži oko Sunca na stazi između Saturna i Urana. 
Otkrio ga je 1977. Charles Kowal i bio je prvi član skupine objekata danas znane pod imenom centaura - tijela koje kruže između asteroidnog pojasa i Kuiperova pojasa.
Premda je isprve bio nazvan asteroidom i svrstan u male planete oznake "2060 Chiron", poslije su astronomi pronašli da pokazuje ponašanje svojstveno kometu. Danas je svrstan i kao mali planet i kao komet te nosi oznaku kometa 95P/Chiron. Po njemu se zove cijela skupina kometa, kometi Hironove vrste.
Ime nosi prema mitskom stvorenju Hironu iz grčke mitologije.
Michael E. Brown svrstava ga na popis patuljastih planeta zbog izmjerena mu promjera od 206 km što je blizu donje granice ledenog patuljastog planeta (oko 200 km). Spada u udaljene male planete.
Samo je osam objekata u Sunčevu sustavu koje je dvojako označeno, i kao komet i kao asteroid: 2060 Hiron (95P/Hiron), 4015 Wilson-Harrington (107P/Wilson-Harrington), 7968 Elst-Pizarro (133P/Elst-Pizarro), 60558 Eheklo (174P/Eheklo), 118401 LINEAR (176P/LINEAR), (323137) 2003 BM80 (282P/2003 BM80), (300163) 2006 VW139 (288P/2006 VW139) i (457175) 2008 GO98 (362P/2008 GO98). S obzirom na dvostruki status, astrometrijska promatranja tih objekata objekta trebalo bi izvješćivati pod označavanje malih planeta.

## Orbita
Otkriveno je da je Hironova orbita vrlo ekscentrična (0,37), s perihelom neposredno unutar orbite Saturna i afelom neposredno izvan periheliona Urana (međutim, on ne doseže prosječnu udaljenost Urana). Prema programu Solex, Hironov najbliži prilaz Saturnu u moderno doba bio je oko svibnja 720., kada je došao na udaljenosti od 30.5± 2,0 milijuna km od Saturna. Tijekom ovog prolaza Saturnova je gravitacija uzrokovala da se Hironova velika poluos smanjila s 14.55± 0,12 AU na 13,7 AU.  Ne približava se gotovo Uranu; Hiron prelazi Uranovu orbitu gdje je potonja udaljenija od prosjeka od prosjeka.    
Hiron je privukao veliko zanimanje jer je to bio prvi predmet otkriven u takvoj orbiti, daleko izvan asteroidnog pojasa. Hiron je klasificiran kao kentaur, prvi u klasi objekata koji kruže između vanjskih planeta. Hiron je Saturn-Uran objekt jer njegov perihel leži u zoni kontrole Saturna, a afel je u blizini Uranove orbite. Kentauri nisu u stabilnoj orbiti i uklonit će ih gravitacijskim perturbacijom divovskih planeta tijekom perioda od milijun godina, prelazeći na različite orbite ili potpuno napuštajući Sunčev sustav.  Hiron je vjerojatno izbačen iz Kuiperovog pojasa i vjerojatno će postati komet kratkog perioda za oko milijun godina.  

## Prstenovi
Hiron eventualno ima prstenove, slične dobro utvrđenim prstenovima 10199 Chariklo. Na temelju neočekivanih okultacijskih događaja primijećenih u zvjezdano-okultacijskim podacima dobivenim 7. studenoga 1993., 9. ožujka 1994. i 29. studenoga 2011., koji su u početku protumačeni kao rezultat mlazeva povezanih s Hironovim aktivnostima u obliku kometa, za Hironove prstenove predlaže se da budu 324± 10 km u radijusu i oštro definirani. Njihov promjenjivi izgled pod različitim kutovima gledanja može u velikoj mjeri objasniti dugoročnu varijaciju Hironove svjetline i, prema tome, procjene Hironovog albeda i veličine. Nadalje, pretpostavljajući da se vodeni led nalazi u Hironovim prstenovima, može objasniti promjenjivi intenzitet infracrvenih traka apsorpcije vode i leda u Hironovom spektru, uključujući njihov nestanak 2001. godine (kada su prstenovi bili poravnati sa Zemljom). Također, geometrijski albedo Hironovih prstenova određen spektroskopijom u skladu je s onim koji se objašnjava Hironovim dugoročnim varijacijama svjetline. Svi prstenovi se nalaze unutar Rocheove granice.